# Umbelopsis ramanniana
Umbelopsis ramanniana är en svampart som först beskrevs av Möller, och fick sitt nu gällande namn av W. Gams 2003. Umbelopsis ramanniana ingår i släktet Umbelopsis och familjen Umbelopsidaceae.   Inga underarter finns listade i Catalogue of Life.